# Општина Тилишка (Сибињ)
Тилишка (рум. Tilişca) општина је у Румунији у округу Сибињ.
Oпштина се налази на надморској висини од 766 m.